# Orkidémetallfly
Orkidémetallfly, Chrysodeixis keili, är en fjärilsart som beskrevs av Gottfried Behounek och László Aladár Ronkay, 1999. Orkidémetallfly ingår i släktet Chrysodeixis och familjen nattflyn, Noctuidae. Arten är egentligen inte svensk men har hittats som larv på en orkidé och har sannolikt oavsiktligt importerats med växten. Arten är annars hemmahörande i Thailand. Arten är inte funnen i Finland. Inga underarter finns listade i Catalogue of Life.